# Upton Park (metropolitana di Londra)
Upton Park  è una stazione della metropolitana di Londra, servita dalle linee District e Hammersmith & City.
La stazione venne aperta dalla London, Tilbury and Southend Railway (LTSR) nel 1877. I servizi della linea District iniziarono nel 1902 e quelli della linea Hammersmith & City (a quel tempo linea Metropolitan) nel 1936. I servizi della LTSR cessarono nel 1962. La stazione ha due piattaforme per ogni direzione di marcia. Altre due piattaforme erano usate dalla LTSR ma oggi sono inutilizzate.
Si trova nella Travelcard Zone 3.

## Galleria d'immagini

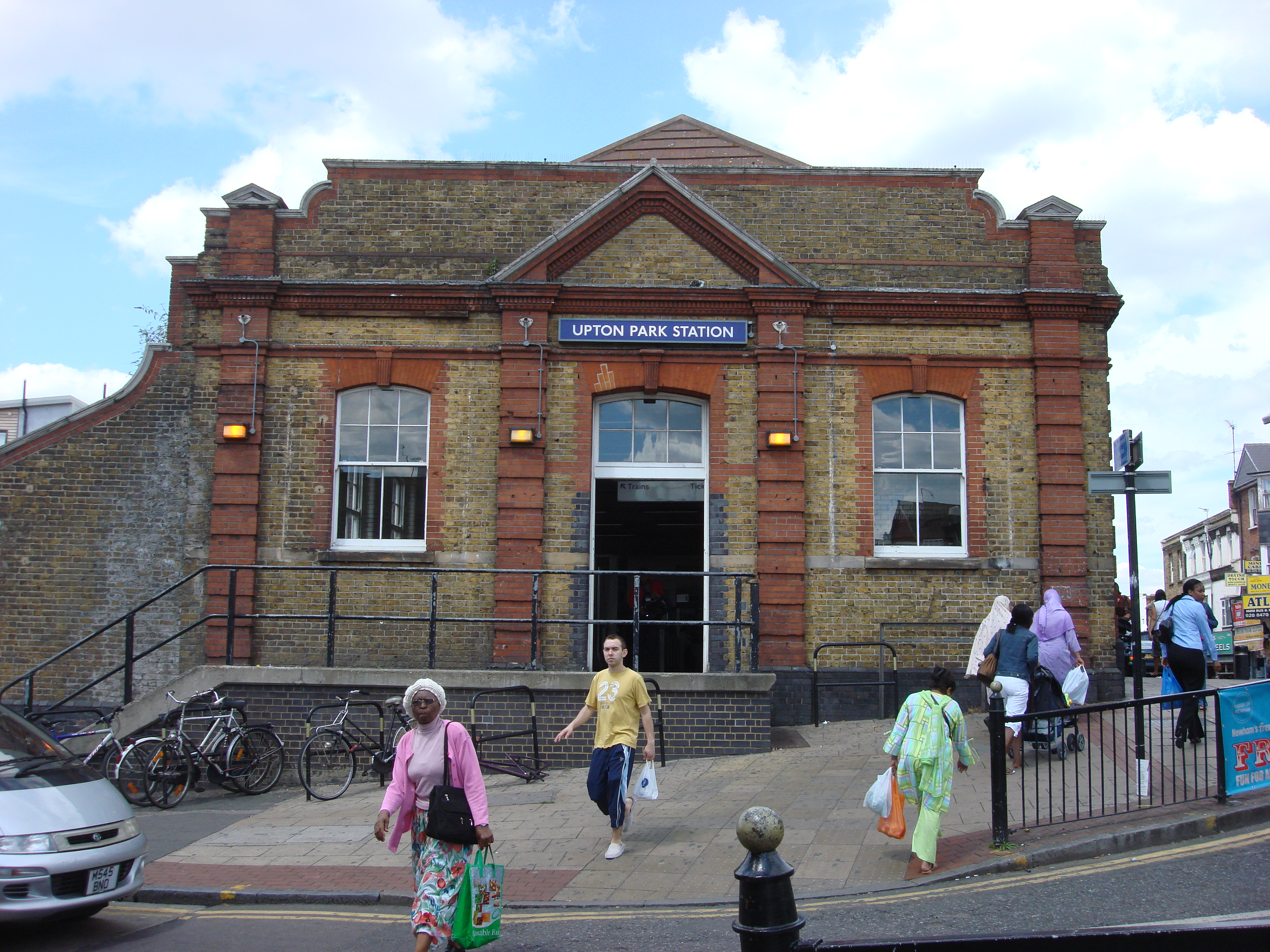
Ingresso laterale
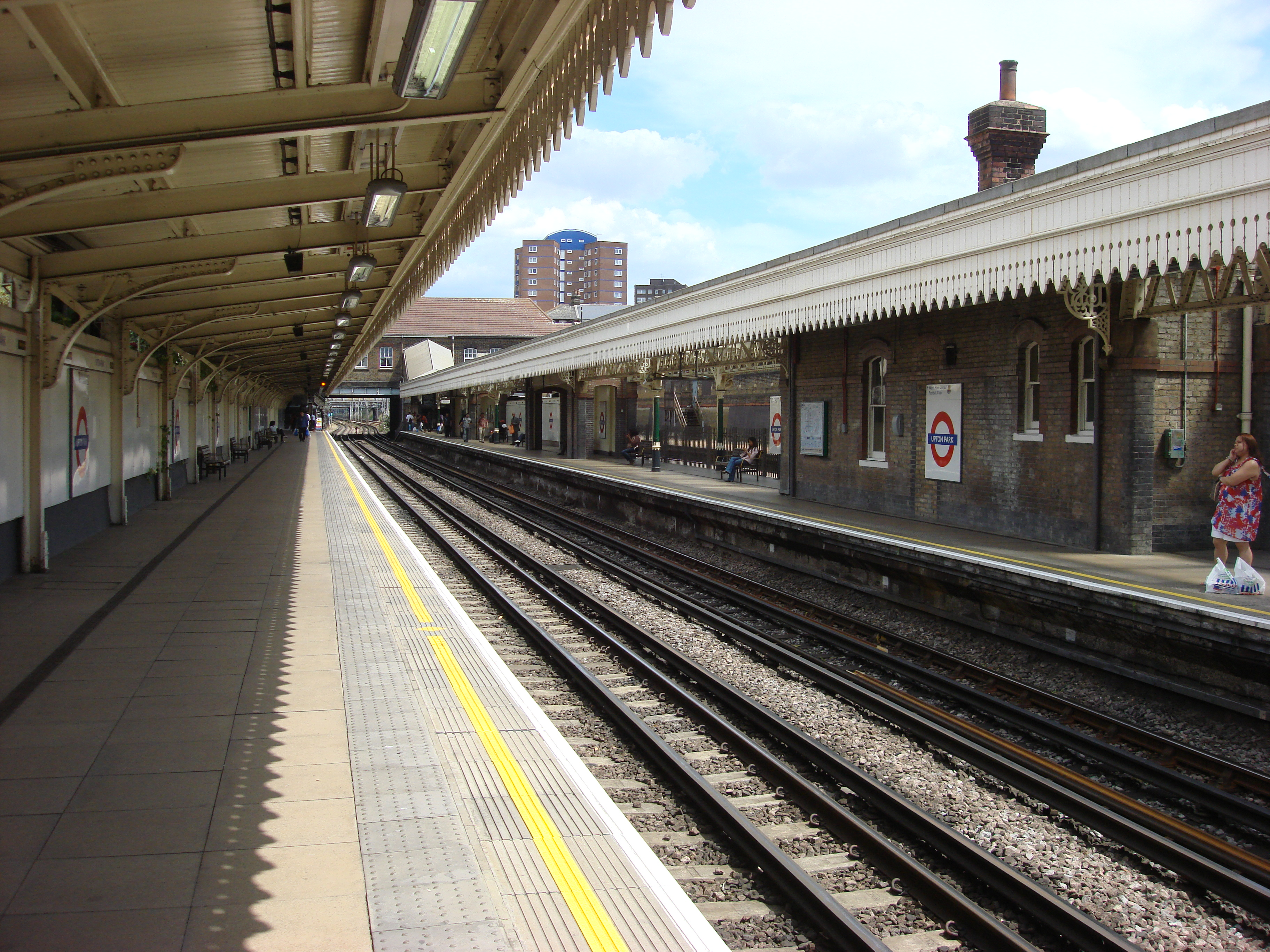
Piattaforma verso est
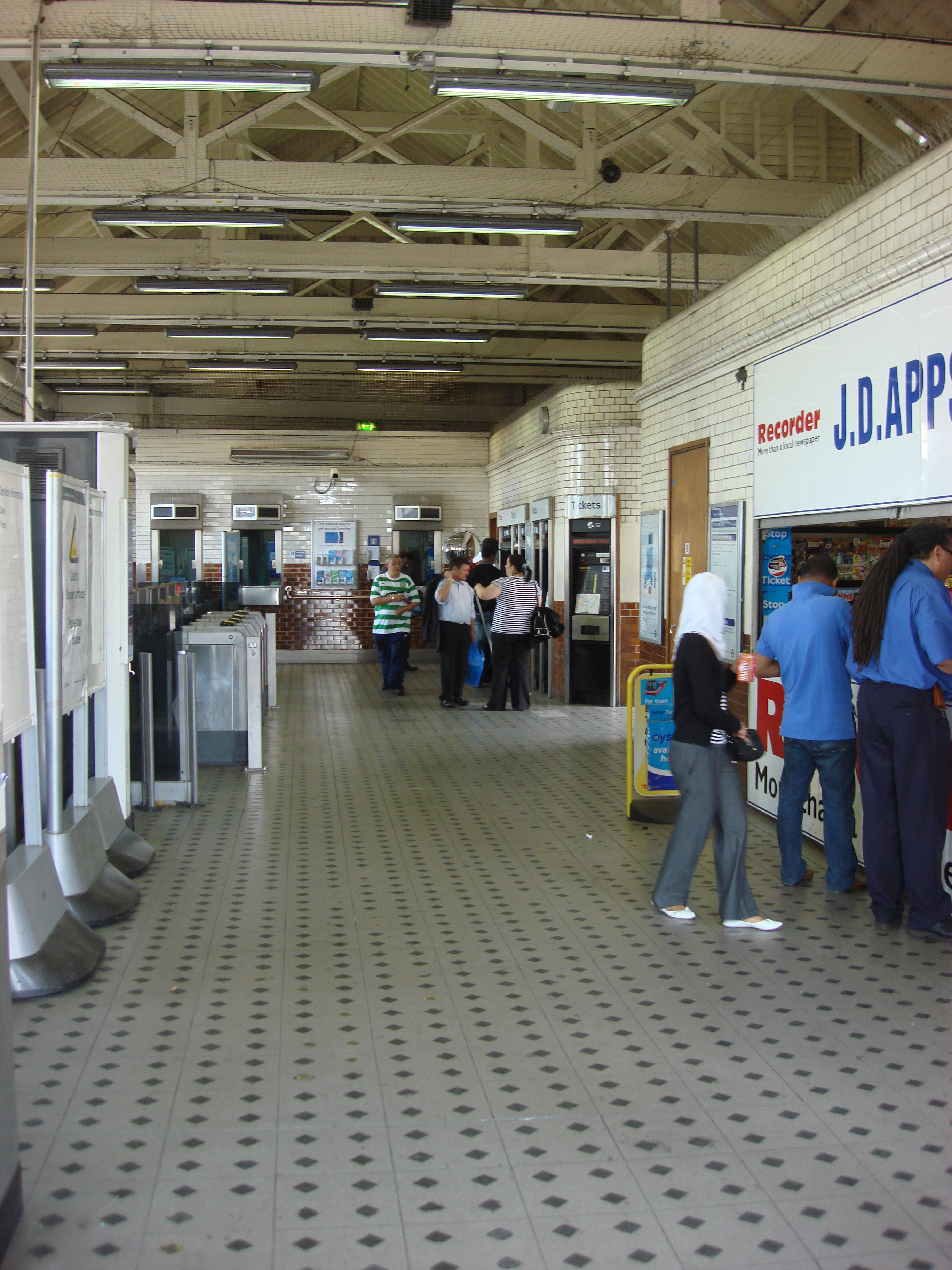
Biglietteria
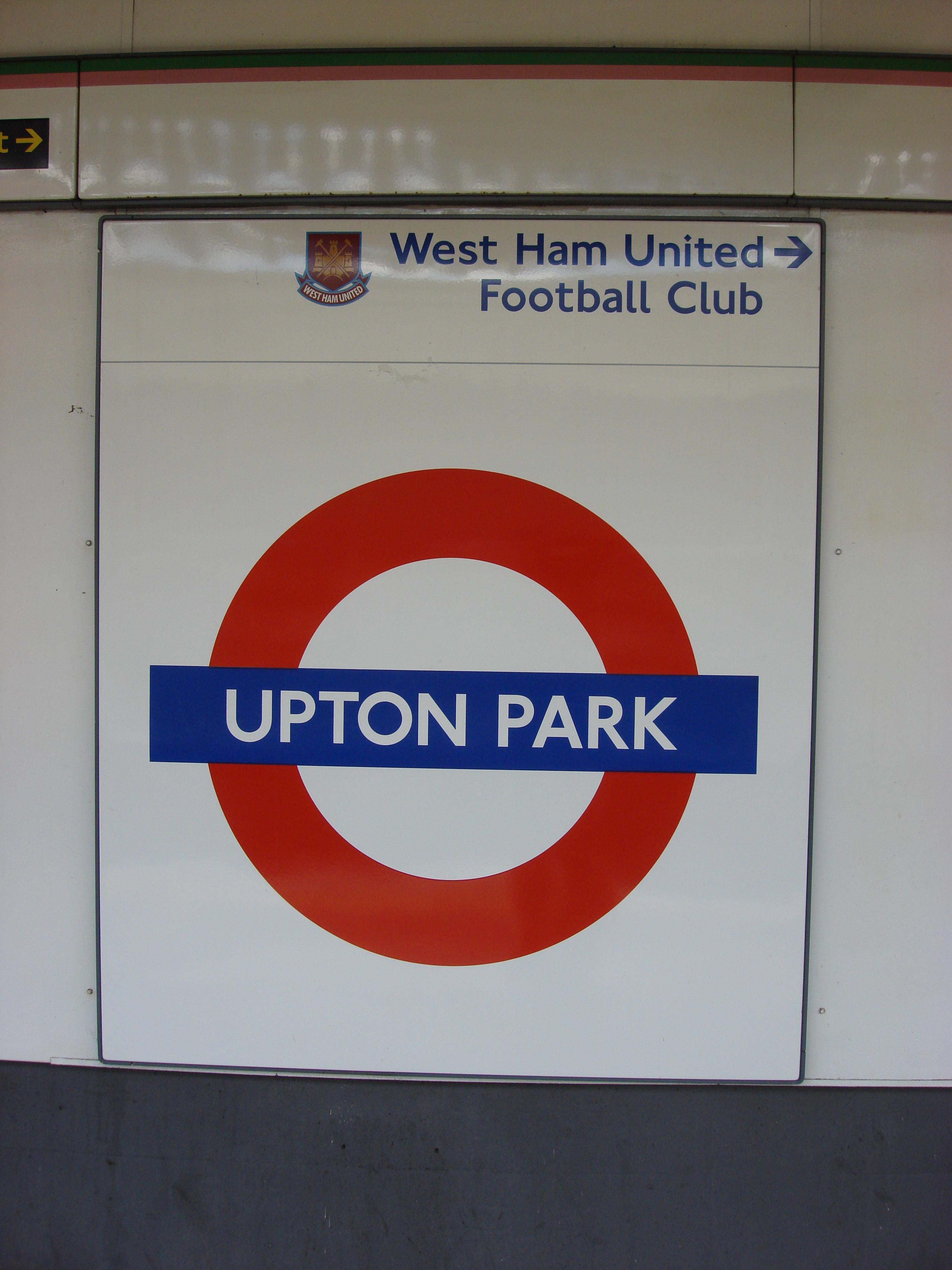
Segnale di stazione